# Liana Tsotadze
Liana Tsotadze   (Tbilisi, 7 de juny de 1961) és una saltadora georgiana, ja retirada, que va competir sota bandera de la Unió Soviètica durant les dècades de 1970 i 1980.
El 1980 va prendre part en els Jocs Olímpics d'Estiu de Moscou, on va guanyar la medalla de bronze en la prova de palanca de 10 metres del programa de salts. En el seu palmarès també destaca el campionat soviètic de 1979 i 1980.